# نونو لوپس
نونو لوپس (به انگلیسی: Nuno Lopes) (زاده ۶ می ۱۹۷۸) بازیگر پرتغالی است.
از کارهای معروف او می‌توان به بازی در فیلم خطوط ولینگتون اشاره کرد.